# Římskokatolická farnost Srbská Kamenice
Římskokatolická farnost Srbská Kamenice (latinsky Windischkamnicium) je církevní správní jednotka sdružující římské katolíky na území obce Srbská Kamenice a v jejím okolí. Organizačně spadá do děčínského vikariátu, který je jedním z 10 vikariátů litoměřické diecéze. Centrem farnosti je kostel svatého Václava v Srbské Kamenici.

## Historie farnosti
Datum založení původní středověké farnosti (plebánie) není známo. Tato starobylá farnost zanikla za husitských válek. V 16. století se stala farnost luterskou; poslední luterský farář Jakob Jüngling opustil Srbskou Kamenici roku 1630. V 18. století bylo území filiálním k faře českokamenické. Matriky pro místo jsou zachovány od roku 1712. Po josefinských reformách diecézní katalogy kléru uvádí, že v místě byla expozitura. Jako samostatná farnost byla kanonicky zřízena v roce 1856.

### Duchovní správcové vedoucí farnost
Začátek působnosti jmenovaného v duchovní správě farnosti od:
- 1793   cap. exposit. Sigism. Pichel
- 1796   cap. exposit. Ign. Hüttel
- 1801   cap. exposit. Franc. Hille, n. 28. 2. 1768 Niedergrundens, o. 27. 11. 1793 † 15. 4. 1834
- 1802   cap. exposit. Aloys. Klar, n. 2. 2. 1773 Herrnkretschnens, o. 28. 8. 1797, † 11. 11. 1845
- 1813   cap. exposit. Jos. Freyer, n. 18. 7. 1781 Goettersdorfens., o. 8. 9. 1805, †  9. 8. 1831
- 1832   cap. exposit. Thom Schiffner, n.  7. 3. 1789 Leipa, o. 12. 8. 1814, † 3. 8. 1849
- 1840   cap. exposit. Bened. Büchse, n. 21. 3. 1808 Philippsdorf.,  o. 3. 8. 1833, † 25. 2. 1887
- 1851   admin. interim. Anton. Friedland
- 1853   cap. exposit. Anton. Friedland, n. 18. 5. 1814 Leipa, o. 3. 8. 1837
- 1857   proto-par. (1. farář) Anton. Friedland, n. 18. 5. 1814 Leipa, o. 3. 8. 1837, † 11. 2. 1882
- 1882   Jos. Penker, n. 10. 6. 1838 Priedlanc., o. 29. 7. 1863, † 6. 8. 1887
- 1887   par. vacat, admin. Gust. Schramek
- 1889   Wenc. Slanský, n. 18. 5. 1848 Jeschowitz, o. 21. 7. 1872, † 22. 9. 1922
- 1907    par. vacat, admin. interc. Jac. Gregora
- 1908   Jac. Gregora, n. 20. 4. 1865 Lhenice, o. 25. 3. 1888
- 1912   Josef Kubát, n. 7. 1. 1874 Květinov, o. 11. 7. 1897, † 13. 8. 1916
- 1917   Ludov. Fischer, n. 29. 3. 1868 Tschausch, o. 17. 7. 1892, † 2. 2. 1937
- 1921   Henr. Hilscher, n. 9. 5. 1860 Mor. Jeseník, o. 11. 3. 1888
- 1930   par. vacat, admin. exc. Aug. Frenzel
- 1. 10. 1935   Henric. Marschner, n. 25. 7. 1874 Georgswalde, o. 9. 7. 1899, † 3. 2. 1958
- 1. 5.  1949    Alois Petrucha
- 1. 9.  1953    Josef Jech
- 1. 9.  1959    Rudolf Pfab
- 29. 7. 1963   Bedřich Prchala
- 1. 9.  1972    Stanislav Bečička
- 1. 8.  1973   Jan Rob SDB
- 1. 11. 1990   František Jirásek
- 1. 4.  1991    Stanislav Bečička
- 15. 9. 1991  Jaroslav Gajdošík
- 1. 10. 1992  Jiří Sucharda
- 1. 8.  1998  Štefan Pilarčík
- 1. 10. 1999  Karel Jordán Červený, admin. exc. z České Kamenice
- 1. 10.  2001  Bohuslav Bártek, admin. exc. z Benešova nad Ploučnicí
- 1. 10. 2005   František Segeťa, admin. in spiritualibus
- 1. 10. 2005 Marcel Hrubý, admin. in materialibus
- 1. 1. 2021  Jozef Kujan SDB, admin. exc. in spiritualibus z Rumburku[3]

Kromě kněží stojících v čele farnosti, působili ve farnosti v průběhu její historie i jiní kněží. Většinou pracovali jako farní vikáři, kaplani, katecheté, výpomocní duchovní aj.

## Území farnosti
Do farnosti náleží území obce:
- Srbská Kamenice (Windisch Kamnitz[p 2])
- Všemily (Schemmel[p 2])

## Římskokatolické sakrální stavby na území farnosti
| | Fotografie | Stavba             | Místo           | Bohoslužby                      | Zeměpisné souřadnice             | Status       | Číslo kulturní památky           |
| Kostel | Kostel     | Kostel             | Kostel          | Kostel                          | Kostel                           | Kostel       | Kostel                           |
| --- | ---------- | ------------------ | --------------- | ------------------------------- | -------------------------------- | ------------ | -------------------------------- |
| 1. |            | Kostel sv. Václava | Srbská Kamenice | bližší informace o bohoslužbách | 50°49′13″ s. š., 14°21′6″ v. d.  | farní kostel | 10596/5-3941 (Pk•MIS•Sez•Obr•WD) |
| Kaple |            |                    |                 |                                 |                                  |              |                                  |
| 2. |            | Kaple sv. Ignáce   | Všemily         | bohoslužby příležitostně        | 50°50′18″ s. š., 14°22′26″ v. d. | skalní kaple | —                                |
| Některé drobné sakrální stavby a pamětihodnosti lze dohledat zde v databázi Drobné sakrální památky Zaniklé sakrální stavby lze dohledat zde v databázi Poškozené a zničené kostely, kaple a synagogy v České republice |            |                    |                 |                                 |                                  |              |                                  |

Ve farnosti se mohou nacházet i další drobné sakrální stavby, místa římskokatolického kultu a pamětihodnosti, které neobsahuje tato tabulka.

## Příslušnost k farnímu obvodu
Z důvodu efektivity duchovní správy byl vytvořen farní obvod (kolatura) sestávající z přidružených farností spravovaných excurrendo ze Srbské Kamenice. Přehled těchto kolatur je v tabulce farních obvodů děčínského vikariátu.

## Galerie

Římskokatolická farnost Srbská Kamenice
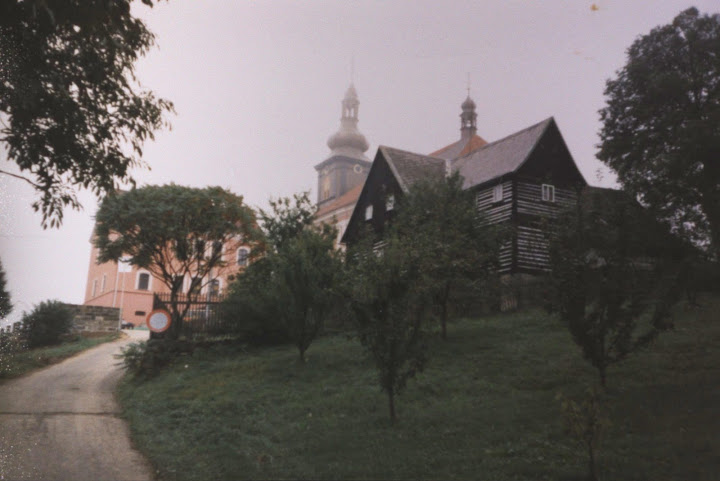
Kostel sv. Václava od příjezdové cesty
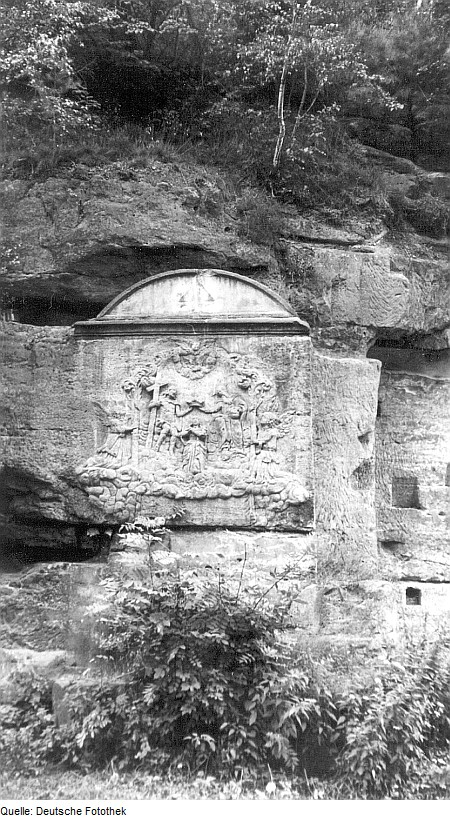
Reliéf Nejsvětější Trojice v Srbské Kamenici z roku 1701
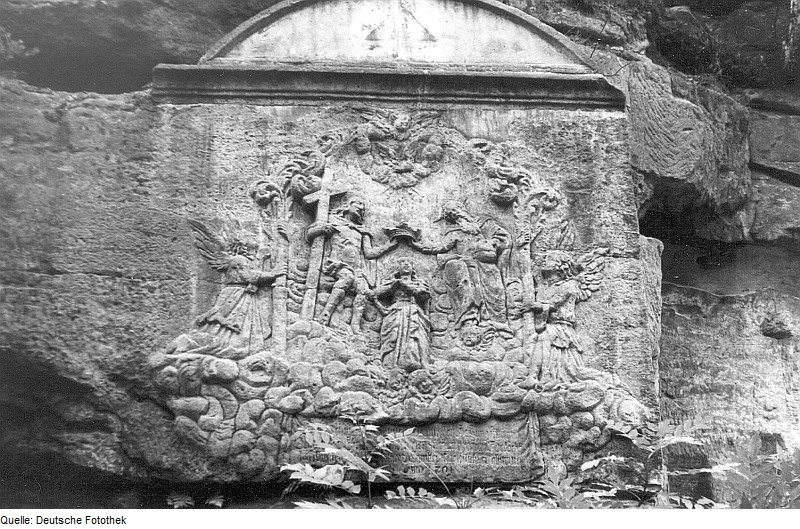
Detail reliéfu Nejsvětější Trojice v Srbské Kamenici z roku 1701